# Горная провинция
Горная провинция (англ. Mountain province, таг. Lalawigang Bulubundukin) — внутренняя провинция Филиппин, расположенная в горах Центральной Кордильеры. Площадь — 2097,3 км². Административный центр — город Бонток.

## География
Граничит с провинциями: Ифугао, Бенгет, Южный Илокос, Абра, Калинга и Исабела.
Рельеф провинции почти целиком гористый. Высшая точка — гора Амуяо (2702 м). Здесь берут начало две небольшие реки, Сиффу и Чико, первая — приток Маллига, впадающего в Кагаян, вторая — непосредственно впадает в Кагаян. Количество осадков велико — до 4000 мм в год. Горные участки покрыты лесами; имеются месторождения золота и меди.

## Население
Численность населения по данным переписи 2010 года составляет 154 187 человек. Плотность населения — 73,52 чел./км². В провинции распространены языки илокано, бонток и канканай, австронезийской языковой семьи. Основные народности — бонтоки и илоки.

## Административное деление
В административном отношении подразделяется на 10 муниципалитетов:

| - Барлиг - Бауко - Бесао - Бонток - Натонин | - Параселис - Сабанган - Саданга - Сагада - Тадиан |

## Экономика
Земледелие, в основном — культивация риса, распространено лишь очагами. Провинция — одна из самых маленьких на Филиппинах, в экономическом плане развита слабо.